# Wizard
Wizard (Візард, укр. Чарівник) — німецька пауер-метал група з міста Бохольт, яку утворив у 1989 році ударник Сйорен "Snoppi" ван Хік (Sören van Heek). Гурт часто називають "відповіддю Німеччини на Manowar". Більша частина лірики колективу містить тематику битв, металу, війни і сталі. Проте є деякі винятки, наприклад, "Odin", який являє собою концептуальний альбом про скандинавську міфологію, або "Goochan", що є фантазійною розповіддю про відьму (створена Волкером Лесоном (Volker Leson), за авторством Вільяма Б. Нюка (William В. Nuke), та "Тор", який також присвячений скандинавській міфології і "... Of Wariwulfs і Bluotvarwes" про вампірів і перевертнів (створена Wizard і німецьким письменником Андре Віслером (Andre Wiesler)).
Wizard виступав на Wacken Open Air 2002, Bang Your Head !!! 2002, Keep It True 2004, Dokk'em Open Air 2006, Magic Circle Festival 2009 і в 2012 році на лінійці Hammerfest IV.

## Історія
Незважаючи на більш ніж 20-річну історію гурту, відбулося лише кілька змін у складі Wizard.
Засновник гурту "Сноппі" грав удома на ударних з 1987 року. Разом з Майклом Маасом, вони репетирували у підвалі будинку своїх батьків; назва Wizard була натхнена комп'ютерною грою. Вони також контактували з іншими андеграудними гуртами німецького міста Бохольт : Vebrifuge, Dr. Overdoze, Mandragore, Project X та іншими музикантами. Найвищої точки це досягло у 1989 році, коли вони грали разом з гуртом Mandragore треш-метал.
Після цього гурт перейшов до класичного хеві-метал, з елементами спід-металу.
У 1981 році гурт, маючи досить обмежені можливості записує демо Legion of Doom, що виходить на касетних копіях. За цим почалися перші живи виступи. 1983 року колектив покинули гітарист Саша Віссер (Sascha Visser) та басист Християн Мюллер (Christian Müller).
У 1985 році виходить дебютний альбом Son of Darkness. Гурт був відмічений критикою в музичних журналах і надав свої перші інтерв'ю.
У 1998 році Wizard підписав контракт з B.O. Records, що дозволило групі запис третього альбому Bound by Metal в місті Бохум, на студії Mohrmann. Проте, проблеми зі здоров'ям гітариста Майкла Мааса відклали запис, тому альбом вийшов вже у 1999 році.
Подальші успіхи колективу призвели до підписання великого контракту з Limb Music Products і появи нового альбому Head of the Deceiver. Альбом отримав схвальні відгуки у Rock Hard (8 з 10 пунктів) та Metal Hammer (6 з 7 пунктів). Свої успіхи Wizard закріпив 2002 року на виступах у Wacken Open Air і німецькому фестивалі хеві-метал і хард музики Bang-Your-Head-Festival.
У 2003 році з’являється альбом Odin, а в січні 2004 гурт вирушає у двотижневе турне Німеччиною, Швейцарією та Австрією разом з групами Grave Digger і Symphorce. Концепцію альбому створив басист Волкер Лесон. Ударник Сноппі описав альбом, як «найбільш успішну роботу», а турне як кульмінацію розвитку команди.
|                                                                  | Я щасливий, коли можу грати хеві-метал. Не має значення, подобається це людям чи ні, це повинно подобатися мені. Звичайно, це колосальне відчуття, якщо наша музика подобається іншим. Проте я ніколи не гратиму того, що мені не подобається, аби тільки мати шанувальників. |
| — Сйорен "Сноппі" ван Хік. Інтерв'ю для Maximum Metal. 2003 рік. | |

У вересні 2004 році гітарист Майкл Маас взяв перерву на лікування. Його замінив друг гурту Дано Боланд. Запис і реалізація шостого альбому Magic Circle, у 2005 році, була затьмарена багатьма технічними проблемами і скороченням бюджету; альбом не міг конкурувати з іншими виданнями того часу і став провальним.
Для реалізації наступного альбому Wizard підписує влітку 2006 контракт з Massacre Records і приступає до запису концептуального альбому Goochan. Концепцію – відьма Goochan, разом з Чотирма Грозовими Воїнами оберігає землю від інопланетного вторгнення – написав Волкер Лесоном у співпраці з Уільямом Б. Нюком. Вона з'явилась у м'якій обкладинці. Альбом вийшов наприкінці 2007 року і отримав схвальні відгуки, зокрема у Нідерландах.
25 березня 2011 року Wizard випустив альбом ...of Wariwulfs and Bluotvarwes. Це концептуальний альбом трилогії Хаген фон Штейн (Hagen von Stein) за авторством Андре Віслера (Andre Wiesler) з Вупперталю.
У вересні 2013 року з’явився десятий альбом Trail Of Death, якому  німецький інтернет-журнал Undergrounded поставив 6,5 пунктів з 10.

## Склад гурту

### Перший склад
Свен Д'анна - Sven D'Anna - вокал
Сйорен "Сноппі" ван Хік - Sören "Snoppi" van Heek - ударні
Майкл Маас - Michael Maass - гітара
Християн Мюлер  - Christian Müller - бас-гітара (1989-1995)
Саша Віссер - Sascha Visser - гітара (1989-1995)

### Поточний склад
- Сйорен "Сноппі" ван Хік (Sören "Snoppi" van Heek) – ударні (з 1989)
- Майкл Маас (Michael Maass) – гітара (1989–2003, з 2007)
- Свен Д'ана (Sven D'Anna) – вокал (з 1989)
- Дано Боланд (Dano Boland) – гітара (з 2004)
- Арндт Ретерінг (Arndt Ratering) – бас-гітара (з 2013)
- Томмі Хартунг (Tommy Hartung) – гітара (з 2020)

Timeline

## Дискографія

### Демо
- Legion of Doom (1991)

### Студійні альбоми
- Son of Darkness (1995)

- Battle of Metal (1997)

- Bound by Metal (1999)

- Head of the Deceiver (2001)

- Odin (2003)

- Magic Circle (2005)

- Goochan (2007)

- Thor (2009)

- wulfs and Bluotvarwes (2011)

- Trail of Death (2013)

### Збірки
- Louder Than the Dragon (2004)